# Посилка

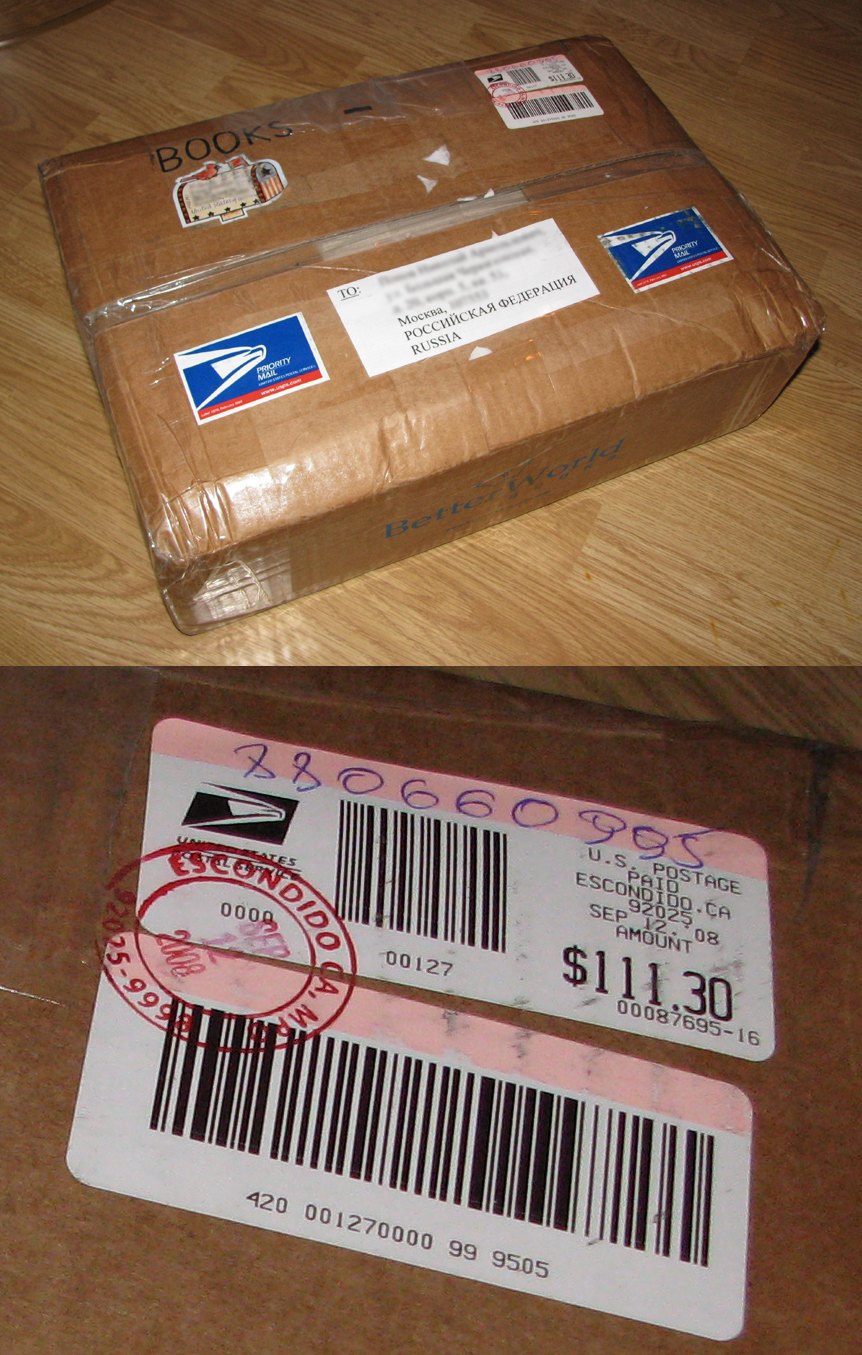
Книжкова посилка

По́си́лка, паку́нок — поштове відправлення, призначене для надсилання речей, документів, літератури тощо, які можуть мати оголошену цінність та отримані післяплатою.

## Опис
Визначення посилки відносно інших видів поштових відправлень залежить від ваги відправлення, яка варіюється залежно від поштової служби чи служби доставки. Відправлення може бути поміщене у картонну чи дерев'яну коробку, або ж упаковане цупким папером чи поліетиленом. Згідно зі статутом поштової служби існує певний перелік заборонених предметів, які не можна надсилати поштою, тому упакування посилки здійснюється переважно за присутності представника компанії-оператора. Перелік заборонених предметів та речовин надзвичайно суворо регламентується у міжнародних відправленнях. Нині більшість служб доставки кожному відправленню присвоюють унікальний штрих-код, за номером якого можна відстежити його маршрут.
Посилка може мати оголошену цінність, яка визначає її страхову вартість. Для окремих служб доставки ця умова є обов'язковою. Вартість послуг за пересилку може оплатити як відправник, так і отримувач. Посилку може супроводжувати повідомлення про підтвердження отримання. Нині цю функцію на себе перебирають SMS-повідомлення. Посилку може доставити листоноша чи кур'єр особисто отримувачу, а бо ж сам отримувач отримати у відділенні пошти чи служби доставки.